# Ipomoea imperati
Ipomoea imperati  (campanita de playa, maravilla, Dompedro, bejuco de puerco) es una especie botánica de planta enredadera perenne en la Familia Convolvulaceae. En Cuba se llama boniato de playa.

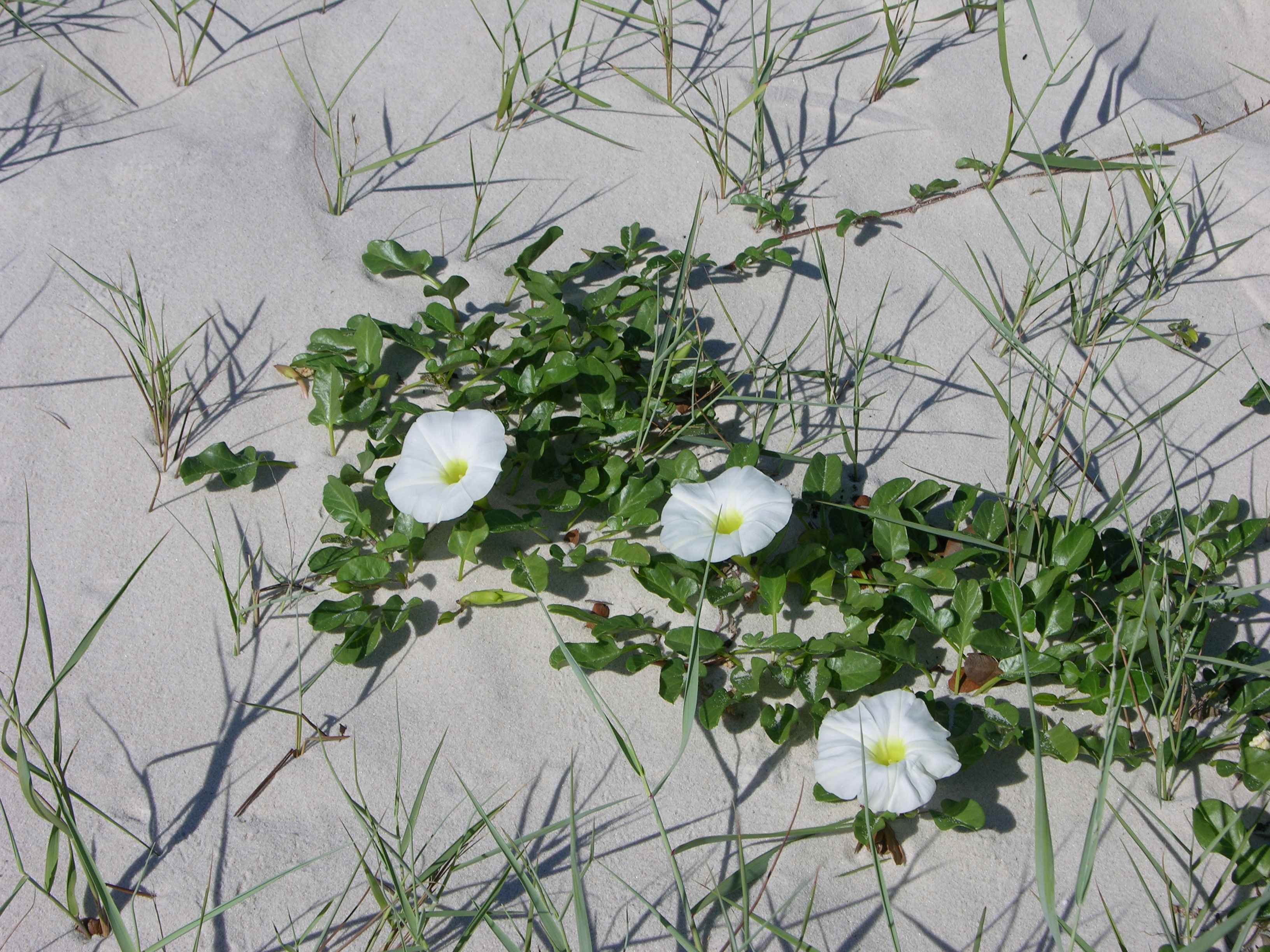
En su hábitat

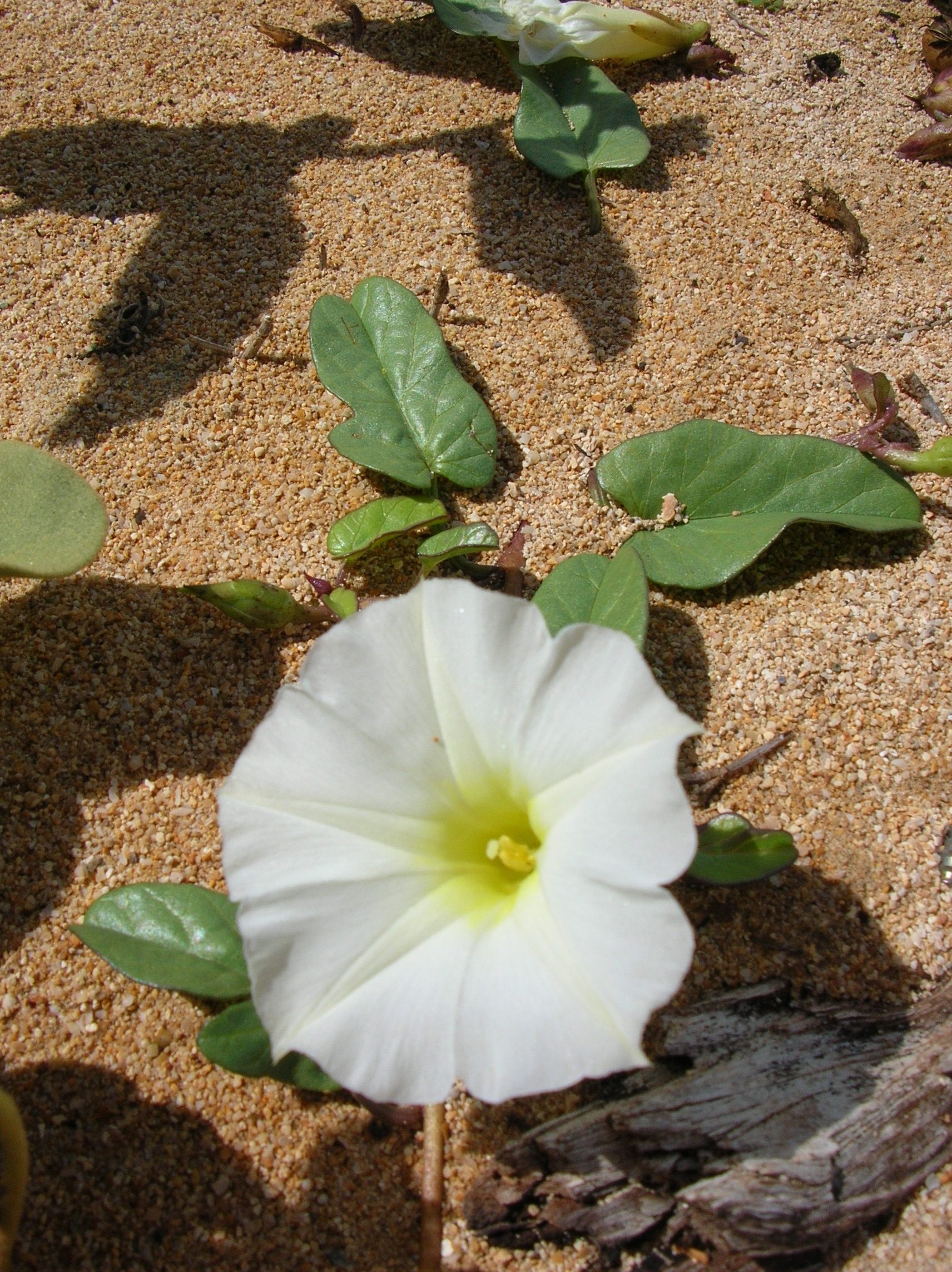
Detalle de la flor

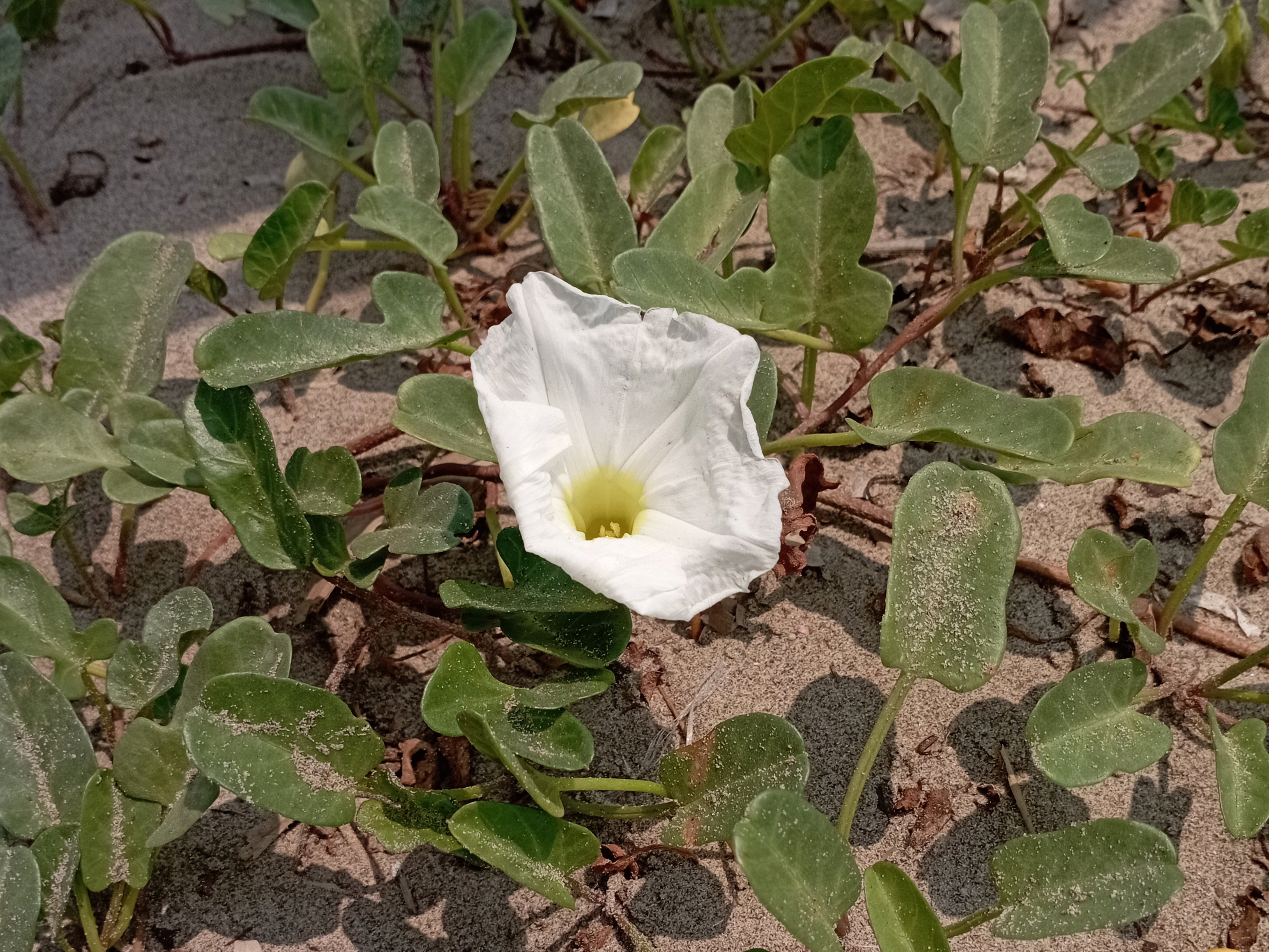
Vista de la planta

## Hábitat
Nativa de América del Norte, de las dunas costeras tropicales y subtropicales; pero ya es una especie invasora cosmopolita.  Se cultiva en jardines e invernáculos por sus flores blancas. Es muy nectarina, buscada por los apiarios.

## Descripción
Tiene cuatro morfologías de hoja: lanceolada, trilobulada, guante, y pentalobulada, porque presenta plasticidad fenotípica, como capacidad de expresar variabilidad en la forma. Frecuentemente, la plasticidad podría ser causada por condiciones ambientales y presentarse a los niveles del individuo y de la población. Flores grandes y azules, pétalos soldados en toda su longitud (tubulares, como pasa en todas las convolvuláceas). Ipomoea purpurea es parecida pero con flores más pequeñas, hojas enteras y ciclo anual. 
Importante especie para estabilizar dunas. Sus raíces atrapan y enclavan la arena, disminuyendo erosión. Los tallos crecen abajo y encima de la superficie de la tierra. Cuando el tallo es subterráneo, los pecíolos se mueven a la superficie del suelo donde las hojas nacen y se desarrollan.

## Taxonomía
Ipomoea imperati fue descrita por (Vahl) Griseb. y publicado en Catalogus plantarum cubensium . . . 203. 1866.
Etimología
Ver: Ipomoea
imperati: epíteto otorgado en honor del naturalista Ferrante Imperato
Sinonimia
- Batatas acetosifolia (Vahl) Choisy
- Batatas littoralis (L.) Choisy
- Convolvulus acetosifolius Vahl
- Convolvulus imperati Vahl
- Convolvulus littoralis L.
- Convolvulus sinuatus Petagna
- Convolvulus stolonifer Cirillo
- Ipomoea acetosifolia (Vahl) Roem. & Schult.
- Ipomoea carnosa R.Br.
- Ipomoea littoralis (L.) Boiss.
- Ipomoea stolonifera J.F.Gmel.[4]